# Station Heathrow Central
Heathrow Central (ook bekend als Heathrow Terminals 2 & 3) is een spoorwegstation van Luchthaven London Heathrow in Engeland. Het station is eigendom van Heathrow Airport Holdings en wordt beheerd door Transport for London. Het station ligt naast het metrostation Heathrow Terminals 2,3. 

## Geschiedenis

### Heathrow Express
Het station is geopend in 1998 onder de naam Heathrow Terminals 1,2,3 als tussenstation van de Heathrow Express die eveneens op 23 juni 1998 ging rijden tussen Heathrow Terminal 4 en London Paddington. In 2005 werd naast de Heathrow Express, die niet stopte tussen Heathrow en Paddington, de Heathrow Connect geïntroduceerd, een stoptrein die dezelfde route volgde maar tegen een lager tarief. In 2008 ging de Heathrow Express rijden van en naar Heathrow Terminal 5 in plaats van Terminal 4. Tussen Terminal 4 en Heathrow Central ging een pendeldienst rijden, terwijl Heathrow Connect alleen nog op zondag naar Terminal 4 doorreed en de rest van de week eindigde in Heathrow Central. 

### Elizabeth Line
In 2008 werd de Crossrail Act goedgekeurd, waarmee Transport for London (TfL) en het ministerie van verkeer toestemming kregen voor de bouw van een stadsgewestelijke oost-west lijn onder het centrum van Londen. Zowel aan de oost- als aan de westkant werden trajecten toegevoegd door bestaande spoorlijnen, waaronder de Heathrowtak, aan te passen voor de stadsgewestelijke dienst. Vooruitlopend op de voltooiing van de lijn, die in 2016 Elizabeth line genoemd werd, nam TfL op 20 mei 2018 de stoptreindiensten (Heathrow connect) naar Heathrow over onder de naam TfL Rail. TfL Rail onderhield de diensten met een frequentie van een keer per kwartier. Op 17 mei 2022 werd de Elizabeth Line geopend en sinds 24 mei 2022 rijden de stoptreinen naar Heathrow onder deze naam. Reizigers moeten echter tot de opening van  Bond Street, in het najaar van 2022, bij Paddington overstappen tussen de bovengrondse en ondergrondse perrons om de reis voort te zetten.      

## Reizigersdienst
Overstappende luchtreizigers kunnen gratis reizen tussen de terminals van de luchthaven. De Elizabeth line rijdt ieder kwartier naar de stad, in omgekeerde richting rijdt de helft van de treinen door naar Terminal 5, de andere helft naar Terminal 4. 
Een London Travelcard mag niet gebruikt worden om van Heathrow Airport met de trein te reizen. Een reis van Heathrow Airport naar London Paddington duurt 26 minuten met de Elizabeth Line.

## Fotogalerij

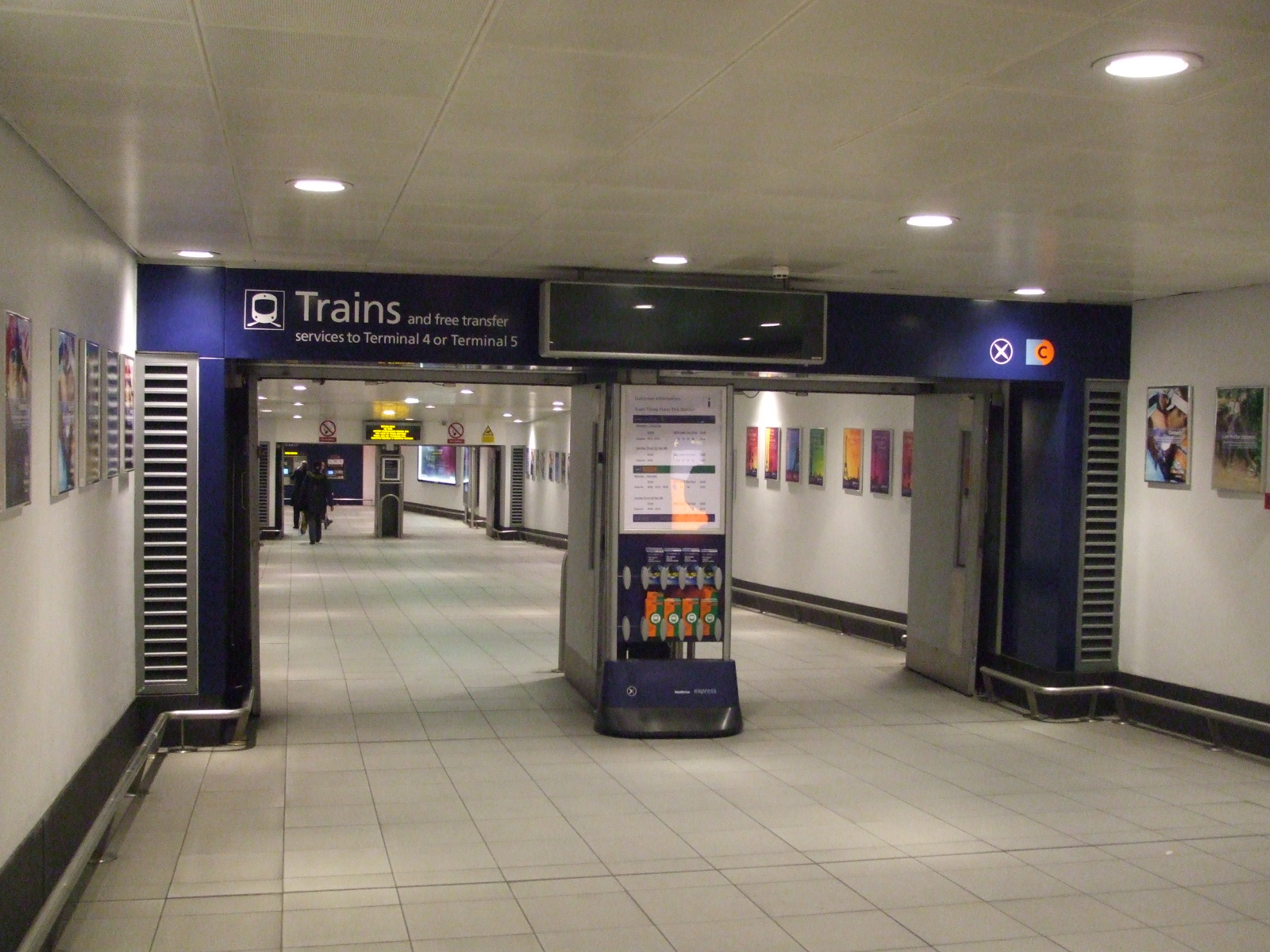
Ingang naar het station
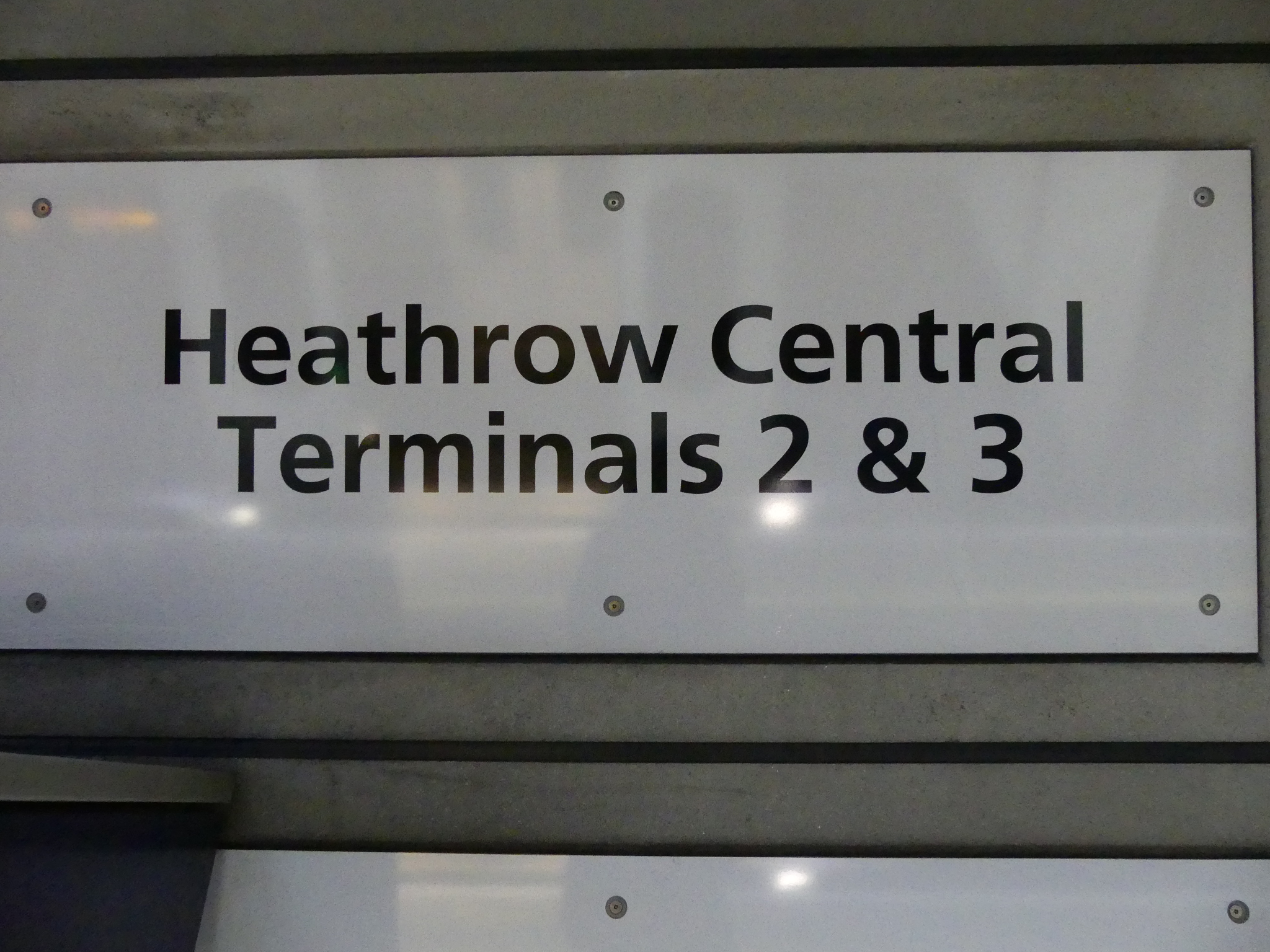
Aanduiling met beide namen

## Busverbindingen
Vanaf Heathrow Central Bus Station vertrekken er stads, streek en nationale bus verbindingen.

### Londense buslijnen
| Lijn          | Route |
| ------------- | --- |
| 105           | Heathrow Airport - Cranford - Southall - Greenford |
| 111           | Heathrow Airport - Cranford - Hounslow - Hanworth - Hampton - Hampton Court Palace - Kingston                                                                     |
| 140           | Heathrow Airport - Hayes & Harlington - Yeading - Northolt - Harrow - Harrow & Wealdstone                                                                         |
| 285           | Heathrow Airport - Hatton Cross - Feltham - Hampton Hill - Teddington - Kingston                                                                                  |
| A10           | Heathrow Airport - Hayes - Hillingdon - Uxbridge |
| U3            | Heathrow Airport - West Drayton - Hillingdon - Brunel Universiteit - Uxbridge                                                                                     |
| X26 (Snelbus) | Heathrow Airport - Hatton Cross - Kingston - New Malden - Cheam - Sutton - East Croydon - West Croydon                                                            |
| N9 (Nachtbus) | Heathrow T5 - Heathrow T1,2,3 - Hounslow - Isleworth - Brentford - Kew - Turnham Green - Hammersmith - Kensington - Hyde Park Corner - Trafalgar Square - Aldwych |

### Regionale bussen
| Lijn | Route | Exploitant          |
| ---- | --- | ------------------- |
| 75   | Heathrow Central - Langley - Slough - Cippenham - Maidenhead                                                          | First (7 Series)    |
| 76   | Heathrow Central - Langley - Slough - Cippenham                                                                       | First (7 Series)    |
| 441  | Heathrow 1,2,3 - Heathrow T5 - Stanwell - Staines - Egham - Englefield Green                                          | Abellio Surrey      |
| 555  | Heathrow Airport - Hatton Cross - Terminal 4 - Stanwell - Ashford - Shepperton - Walton on Thames                     | Abellio Surrey      |
| 724  | Heathrow Airport - Uxbridge - Rickmansworth - Watford - St Albans - Hatfield - Welwyn Garden City - Hertford - Harlow | Arriva (Green Line) |